# Area di servizio

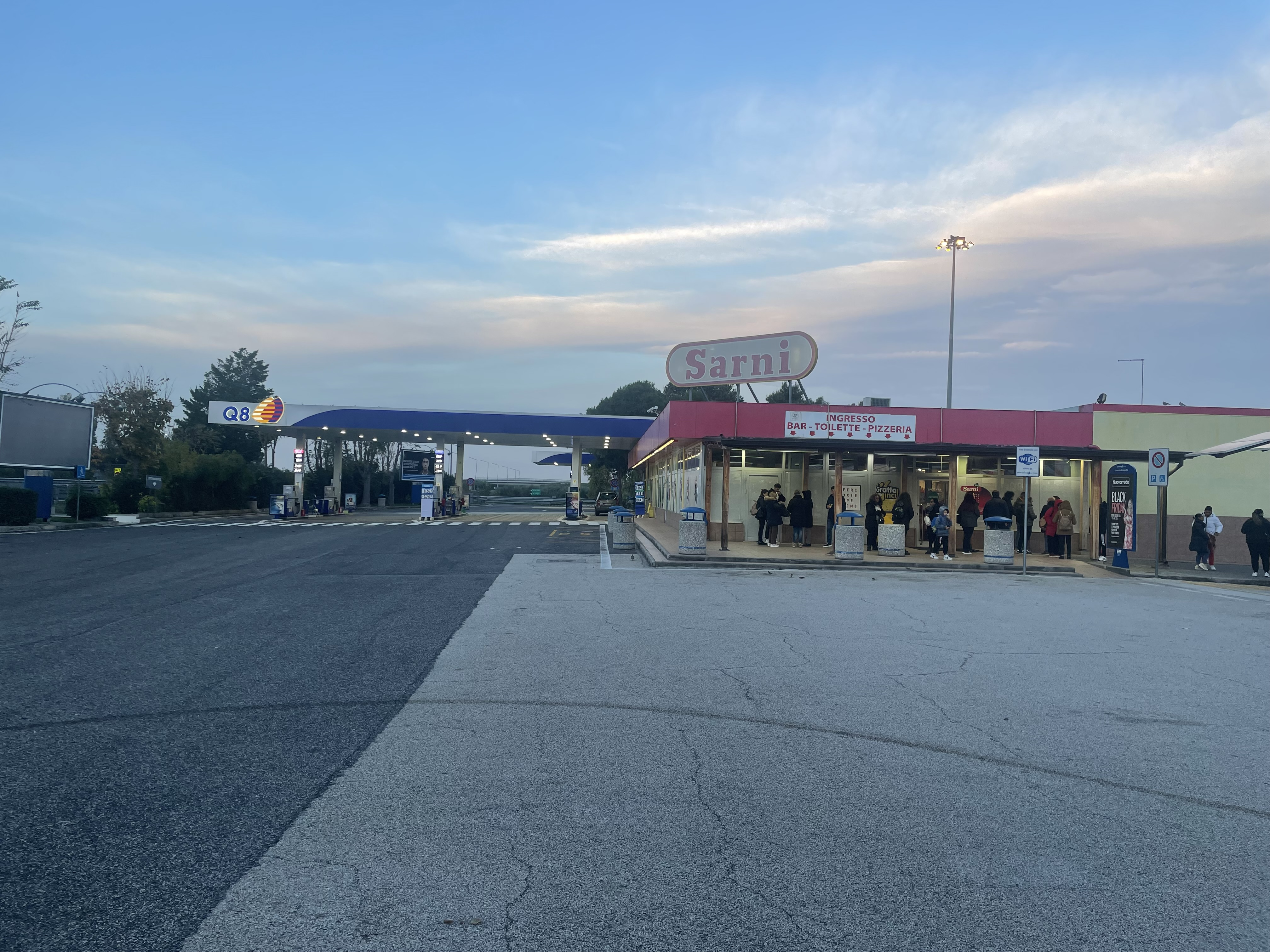
Un'area di servizio in Italia, sulla A14, gestita da Sarni (ristorazione) e Q8 (carburanti)

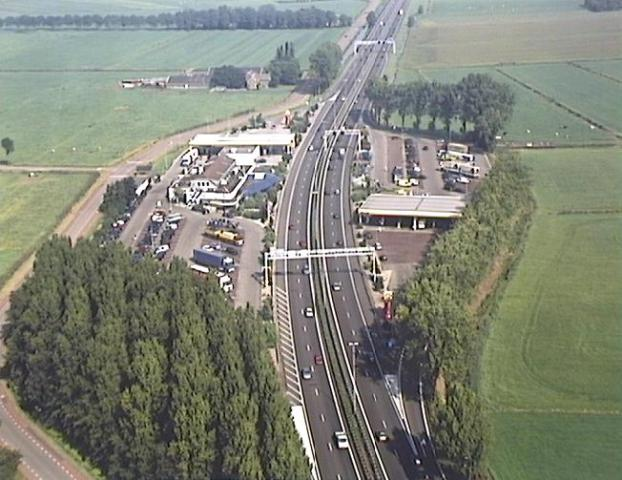
Un'area di servizio nei Paesi Bassi.

Un'area di servizio, anche identificata con l'acronimo ADS (in Italia talvolta impropriamente chiamata Autogrill, dal nome dell'omonima catena di punti vendita), è un'area lungo le autostrade e le strade di grande comunicazione, nella quale i viaggiatori possono fermarsi per il rifornimento di carburante, riposarsi e usufruire di servizi essenziali come servizi igienici, supermercati, bar, ristoranti e, talvolta, motel.

## Caratteristiche

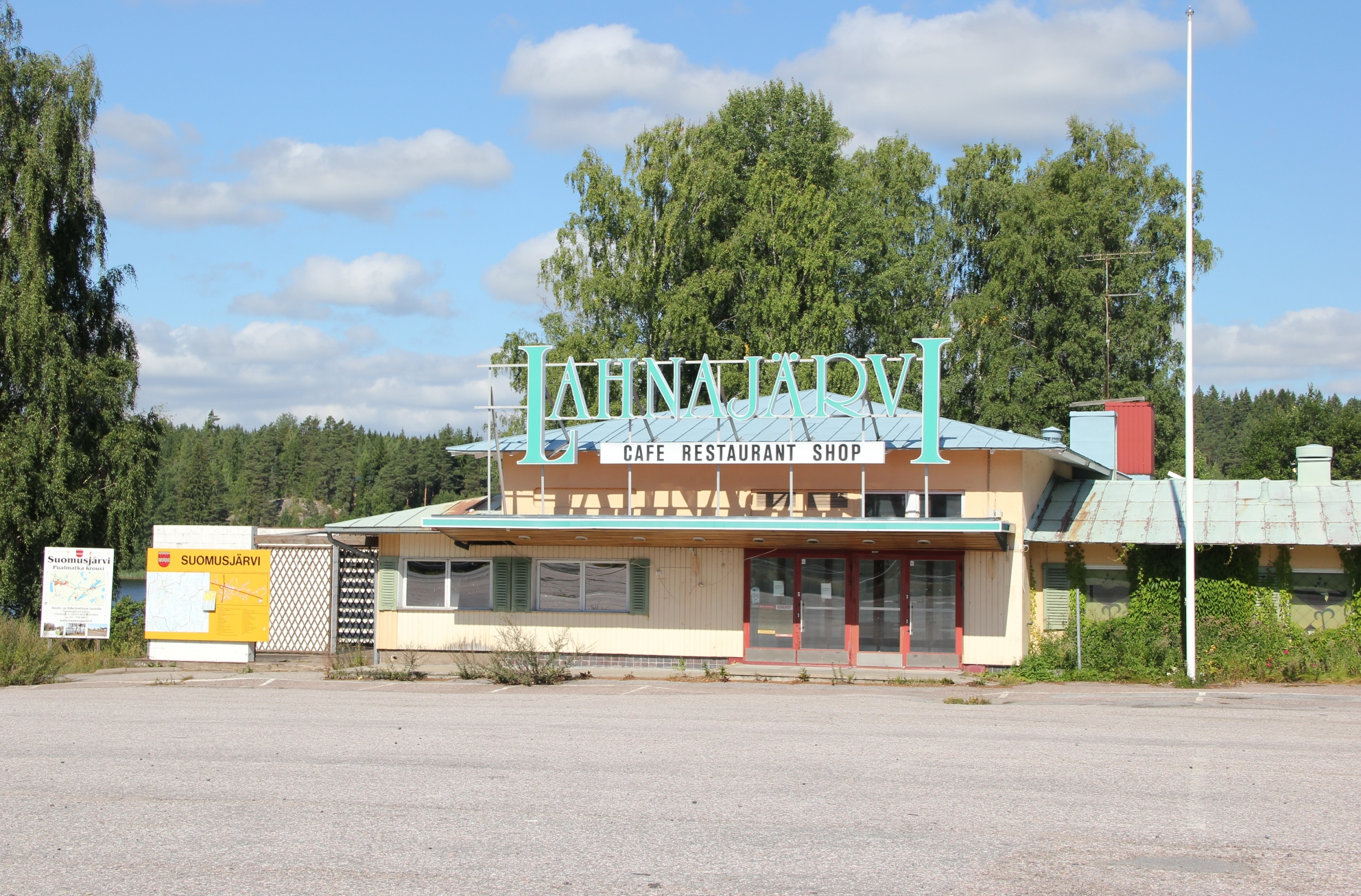
Un'area di servizio di Lahnajärvi in Finlandia

Le aree di servizio appartengono alla categoria delle cosiddette opere complementari di un'autostrada e di una strada statale extraurbana principale, essendo impianti che consentono la sosta degli autoveicoli, offrendo assistenza agli utenti ed ai loro automezzi. Il tipo più semplice è costituito da una stazione di rifornimento carburante, parcheggi e zona ristoro.
Solitamente le aree di servizio vengono realizzate a distanza di 25-30 km fra loro lungo l'autostrada e servono generalmente un solo senso di marcia. Perciò vengono solitamente poste a coppie, l'una di fronte all'altra, in modo da facilitare anche gli allacciamenti elettrici, idrici e telefonici. Talvolta l'edificio destinato ai servizi, comprendente bar e ristorante, può essere realizzato con struttura a ponte passando al di sopra dell'arteria. In alcune autostrade statunitensi poi, le aree di servizio sono invece unificate  e ricavate al centro tra le due carreggiate, mediante adeguato allargamento dello spartitraffico. Possono anche includere piccoli motel, nei quali auto e bagagli possono spesso giungere direttamente davanti alla camera.
In quasi tutte le aree di servizio la viabilità interna è organizzata in modo da dividere le autovetture dai mezzi pesanti indirizzando le due tipologie di traffico su aree di sosta diverse e separando anche la zona ristoro dall'area dedicata ai rifornimenti di carburante.